# Газопереробний комплекс у Мелліті
Газопереробний комплекс у Мелліті – об’єкт нафтогазової інфраструктури на північному заході Лівії.
Комплекс спорудили в межах мегапроекту «Зелений потік», що передусім передбачав експортні поставки лівійського блакитного палива (вперше у історії країни). Сировинною базою останнього виступили два розташовані у різних регіонах родовища – офшорне Бахр-Ессалам та розташоване на суходолі Вафа, що знайшло своє відображення у двох переробних заводах, які утворюють комплекс в Мелліті.

## Газонафтопереробний завод Ваха
Цей елемент комплексу отримує живлення по системі Вафа – Мелліта. Він працює з доправленою по одному з трубопроводів системи суміші нафти, конденсату та зрідженого нафтового газу (ЗНГ), що проходить в Мелліті стабілізацію із вилученням газової фракції, яку далі фракціонують.
ГПЗ Ваха має дві технологічні лінії, а його проектна добова потужність по кінцевим продуктам становить 60,6 тисяч барелів стабілізованої нафти, 7,7 тисяч барелів бутану, 13,2 тисячі барелів пропану та 4,4 млн м3 товарного газу.

## Газопереробний завод Мелліта
Цей елемент комплексу отримує живлення по системі Бахр-Ессалам – Мелліта, при цьому:
- один з трубопроводів доправляє конденсат, що проходить стабілізацію із вилученням газової фракції;
- другий трубопровід доправляє газ, з якого на трьох технологічних лініях вилучають не лише ЗНГ, але й сірководень (який в подальшому перетворюють на сірку).
Далі вилучена фракція С3+ також піддається фракціонуванню, так що кінцевими продуктами виступають стабілізований конденсат (можливо зустріти згадку про такий його різновид, як naphtha – суміш легких вуглеводнів фракції С5+, що передусім використовується нафтохімічною промисловістю), бутан, пропан та товарний газ.
Проектна добова потужність по кінцевим продуктам становить 31 тисяча барелів конденсату та інших зріджених фракцій, 19,6 м3 товарного газу та 450 тонн рідкої сірки.

## Логістична інфраструктура комплексу
Видача товарного газу, який отримують по одному з трубопроводів системи Ваха – Мелліта та з ГПЗ Мелліта,  відбувається по трубопроводах Зелений потік та Мелліта – Триполі. 
Нафту, конденсат, бутан та пропан відвантажують через портовий термінал Мелліти. 
Для зберігання продукції передбачено резервуарний парк, що складається з:
- 5 резервуарів для нафти загальною ємністю біля 2,5 млн барелів (3 по 630 тисяч барелів та 2 буферні по 284 тисячі барелів);
- 3 резервуарів для конденсату загальною ємністю біля 0,83 млн барелів (2 по 275 тисяч барелів та 1 буферний на 284 тисячі барелів);
- 2 резервуарів для бутану ємністю по 135 тисяч барелів;
- 2 резервуарів для пропану ємністю по 150 тисяч барелів;
- 2 резервуарів для рідкої сірки ємністю по 55 тисяч барелів (крім того, є сховище твердої сірки на 25 тисяч тонн).